# Santa María Tepantlali
Santa María Tepantlali è un comune del Messico, situato nello stato di Oaxaca.